# Рудолф Виест
Рудолф Виест (Ревуца, 24. септембар 1890 — 1945) био је словачки војсковођа и политичар. Виест је био члан чехословачке владе у егзилу, члан Словачког националног савета и командант 1. чехословачке армије током Словачког националног устанка. Он је у овом историјском периоду био Словак са највишом војном функцијом и једини словачки генерал у међуратном периоду у Првој Чехословачкој Републици.

## Младост и породица
Виест је рођен 24. септембра 1890. у Ревуци, Аустроугарска. Његов отац Густав Виест је био занатлија, касније је био службеник градске администрације. Његова мајка Јана (рођена Грначова) је била из породице кројача. Имао је два брата (Ивана и Душана) и две сестре (Ожгу и Ану). Студирао је у локалној основној лутеранској школи и касније у средњој школи у Ревуци. Његов старији брат Иван студирао је у Будимпешти. Цела породица се преселила у Будимпешту 1905. године након смрти њиховог оца. Њихово домаћинство је постало место где се састајало неколико национално свесних људи у време студија. Студирао је грађевинарство и кратко радио за грађевинску фирму у Будимпешти. Октобра 1911. ступио је у војску као добровољац у 7. пешадијски пук у Грацу. Завршио је војни рок и постао питомац 1. септембра 1912.

## Први светски рат
Поново се придружио војсци током опште мобилизације 1. августа 1914. године. Почео је као командир одреда, постао је командир чете од новембра 1914. године. Ухваћен је током руске офанзиве код Кракова 24. новембра 1914. године. Због снажног словенског сентимента, првог августа 1915. ступио је у српску војску, а потом се са српским добровољачким пуком борио против Бугара. Био је рањен, али се након излечења вратио у српске јединице. Фебруара 1917. затражио је да буде распоређен у Белгород да формира чехословачке легије. Од јуна 1917. служио је као потпоручник и организовао регрутацију добровољаца. Године 1919. постао је командант чехословачког логора за Словаке у Иркутску. Нова совјетска влада није дозволила легионарима да се врате кућама најкраћим путем. Виест је са осталима морао да се враћа кући преко Сибира. Кући се вратио преко Јапана, САД и Канаде 1920.

## Чехословачка
Када се вратио у Чехословачку, уписао је генералштабни курс и започео професионалну каријеру као мајор. Завршио је Војну академију у Прагу. У међуратном периоду радио је на више војних и дипломатских функција (војни аташе у Мађарској и Пољској) и обавештајним службама. Године 1933. унапређен је у чин бригадног генерала, а 1938. у дивизијског генерала. Био је први и једини Словак који је дошао до положаја генерала у међуратној чехословачкој војсци.
Након Минхенског споразума 1938. године, није се слагао са радикализацијом политичке сцене у Словачкој и негативним догађајима попут формирања Хлинка гарде и побуњеничке античешке пропаганде. Као Словак са највишим положајем у војсци, делегирао га је централна влада за преговоре са Мађарском у Комарну на челу са новим премијером аутономне Словачке Јозефом Тисом. Виест га је упозорио на негативне утицаје радикализације на безбедност државе. Према Виестовим мемоарима, генерал Лев Прчала му је понудио да изведе војни пуч и преузме власт у новембру 1938. године, али је Виест сматрао да је то превише опасно јер утврђивање граница још није завршено.

## Република Словачка
Рудолф Виест је припадао групи антифашистичких официра и био је против разбијања Чехословачке на Словачку и протектората Чешке и Моравске. Он је 14. марта 1939. потписао меморандум против стварања Словачке републике који је достављен Словачкој скупштини убрзо након проглашења независности. Нови режим га није прогонио, већ му је понудио функцију генералног инспектора Словачке војске. Функцију је прихватио након обећања министра одбране Фердинанда Чатлоша да неће бити у контакту са Немцима. Одржавао је контакт са чехословачком владом у егзилу у Лондону и био је члан покрета отпора „Obrana národa“ (Одбрана нације). Истовремено је дао велики допринос за економски развој Прве Словачке Републике.
Мађарска је била незадовољна територијалним добицима утвређеним Првом бечком арбитражом, напала је Словачку 23. марта 1939. Виест је постао члан заједничке словачко-мађарске комисије која је била одговорна за успостављање нове границе. Према његовим мемоарима, коначно је одлучио да емигрира током ескалације немачко-пољског сукоба у августу 1939. У ту сврху је искористио званични састанак комисије у Будимпешти (28. август 1939 - 2. септембар 1939). Добио је визу издату од стране румунске амбасаде у Будимпешти и преселио се у Букурешт где је у француској амбасади уз помоћ чехословачких контакта добио лажни француски пасош. Због функције генералног инспектора имао је приступ свим тајним материјалима, међутим истрага није доказала да је узео било који материјал. Виест је осуђен на смрт, деградацију на најнижи војни положај и губитак држављанства 28. марта 1942.

## Изгнанство
Тринаестог септембра стигао је у Париз. Постао је члан Чехословачког националног комитета и командант чехословачке војске у егзилу. Од 1. јануара 1940. био је командант Копнене војске Чехословачке војске, касније трансформисане у 1. чехословачку дивизију у Француској. Након нацистичке окупације Француске јуна 1940. преселио се у Британију и придружио се Едварду Бенешу 10. јула. Десетог октобра 1940. постао је члан Државног савета и министар 27. октобра 1940. године. 8. маја 1940. постао је заменик министра националне одбране у чехословачкој влади у егзилу.

## Словачки национални устанак
Осмог маја 1944. чехословачки представници потписали су споразум са Совјетским Савезом који је гарантовао да ће Совјети препустити управу ослобођеном територијом прогнаној влади у Лондону. Рудолф Виест је постао заменик делегата за ослобођену територију одговоран за овај задатак, ау августу 1944. отпутовао је са чехословачком делегацијом у Совјетски Савез. Након почетка Словачког националног устанка 29. августа 1944, Јан Голијан је постао командант 1. чехословачке армије у Словачкој и позвао владу у егзилу да пошаље Виеста да подржи устанак. Виест се вратио у Словачку у ноћи између 6. и 7. октобра 1944. да би преузео званичну команду над устанком, а 13. октобра је постао члан Словачког националног већа. У време када је Виест стигао да преузме команду, постизање првобитних циљева устанка је већ било вероватно нереално с обзиром на унутрашње сукобе.  Немачка војска је 18. октобра 1944. започела општу офанзиву усмерену на елиминисање отпора на словачкој територији коју је држао отпор. Како се ситуација распала, Виест је у ноћи између 27. и 28. октобра издао коначно наређење из Доновалија да његове снаге пређу на герилско ратовање. Ова наредба је имала само симболичну вредност, јер је војска као организована јединица већ престала да постоји, а наређење није могло да буде достављено свим трупама због прекинутих комуникационих линија.
Виест је покушао да побегне из немачког окружења и стигне до Црвене армије.Трећег новембра 1944. заробљен је са Голијаном у Похронском Буковцу. Одведени су прво у Банску Бистрицу, а затим у Братиславу. Они су 10. новембра по Химлеровом наређењу превезени у Беч, а затим одведени у Берлин. Тамо их је испитивао Рајхсзихерхајтсхауптамт у затвору у улици Принц-Алберт-Страсе, али су према њима поступали пристојно. Током читавог периода Виест је наставио да изјављује подршку обнови Чехословачке и демократије. Подаци о његовим последњим данима су нејасни. Виест је вероватно умро са другим словачким генералима (Аугустин Малар, Јан Голијан и Штефан Јурех) у сабирном логору Флосенбирг негде 1945. године. Ллогор остао у функцији до априла 1945. године али нема сачуваних записа о могућем погубљењу словачких генерала. Такође је могуће да су Виест и други словачки генерали преживели рат, али су касније умрли након што су пребачени у Совјетски Савез.
Након смрти, одликован је у спомен Орденом словачког народног устанка 1. степена (1945), Чехословачким војним крстом (1945) и многим другим одликовањима Чехословачке и других земаља, наведених у наставку. Године 1945. Виест је такође постхумно унапређен у чин генерала чехословачке армије.
Носилац је српског Војног крста, Ордена Милоша Великог и Ордена југословенске круне.